# Крукстон
За́мок Кру́кстон (англ. Crookston) знаходиться в області Глазго в Шотландії. Побудовано в ХІІ столітті.

## Див. також

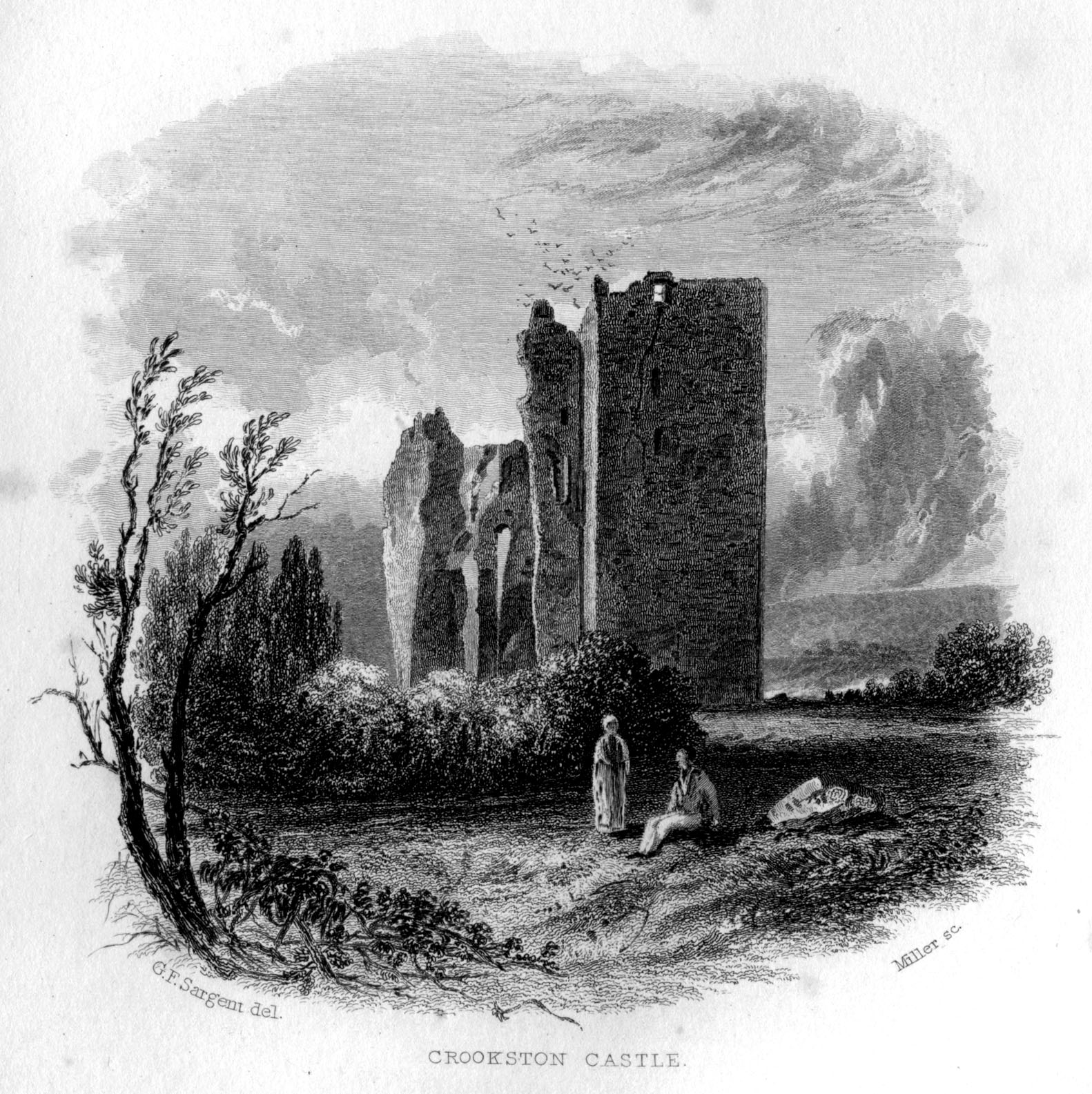

## Ресурси Інтернету
- Вікісховище має мультимедійні дані за темою: Крукстон
- Фотографії замку на Ancient-scotland.co.uk [Архівовано 13 червня 2014 у Wayback Machine.]
- Images of Crookston Castle